# Dicamptus kelnerae
Dicamptus kelnerae är en stekelart som beskrevs av Delobel 1976. Dicamptus kelnerae ingår i släktet Dicamptus och familjen brokparasitsteklar. Inga underarter finns listade i Catalogue of Life.